# ハートフォード日本語補習校
ハートフォード日本語補習授業校（ハートフォードにほんごほしゅうじゅぎょうこう、英: Japanese Language School of Greater Hartford）は、アメリカ合衆国コネチカット州グレーターハートフォード地区にある、同州最古の日本語補習授業校である。2022年時点で71人の生徒が在籍しており、日本の学校と同等のカリキュラムを教えていることで文部科学省から認可されている。

## 歴史

### 設立
この学校は、子供たちが日本語を学ぶための楽しい学習環境を望んでいた日本人家族によって1989年に、保護者が元の16人の生徒に教える「交換クラス」として設立された。当校の当初の目標は、日本人の子供たちがアメリカに滞在しながら日本語を学べるクラスを作ることであった。1990年には、保護者や教師を含む150人の日本人が通学しており、需要が増加したため、1993年から非ネイティブが日本語コースを受講することを許可した。

### 非課税
1990年に、当校は独立した非営利団体であると認められ、連邦所得税が免除された。なお当校は、非営利団体としての使命を「子供のための日本語学校の運営」としている。なお、常勤の従業員はいない。

## カリキュラム
当校は土曜日の午前9時から午後12時までで、国語2時間と算数1時間で構成されている。カリキュラムは、家庭での日本語学習を奨励し、支援することを目的としており、学校で開催されるイベント（運動会など）も、日本の文化や社会についての学生の知識を充実させることが目的となっている。日本政府により、日本国籍を持つすべての生徒に無償で教科書が提供されている。

## クラス
学校は4歳から15歳までの子供たちのためのクラスを提供しており、幼稚園から中学校レベルのクラスまで多岐にわたる。また、母国語が日本語ではない生徒への日本語の授業も提供している。日本と同様に、学年度は3学期制で、4月に始まり3月に終わる。授業日数は最低合計40日である。